# Páralo
El Páralo era un barco sagrado, un trirreme mensajero de la flota de Atenas durante el siglo V a. C. Su nombre significa "playero", y procede de παρά "al lado" y ἅλς "mar". Había otra nave que cumplía las mismas funciones llamada Salaminia. 
Según Aristóteles su administrador era elegido por los estrategos en votación a mano alzada.
El Páralo aparece con más frecuencia en las fuentes literarias y epigráficas de la época clásica que cualquier otra nave individual. Trasportó a casi todos los atenienses, que están documentados, en misiones diplomáticas en los siglos V y IV a. C., y aparece en la mayoría de las misiones del tesorero (tamías) del Páralo actuando como embajador en jefe. La unidad de la tripulación del Páralo parece indicar que estaba compuesta de miembros de un genos llamado Páraloi. Fue crucial en la prevención de un golpe de Estado oligárquico en Samos en 411 a. C. Al dar la noticia de este acontecimiento en Atenas, sin embargo, encontraron que un golpe de Estado oligárquico había tenido lugar allí (cf. Los Cuatrocientos), y fueron confinados; un miembro de la tripulación, escapando, llevó la noticia de este suceso a la flota en Samos, comenzando el período de la división abierta entre la ciudad y la flota.
Todos los años los atenienses la enviaban a la isla de Delos, cargado con ofrendas y pasajeros, que iban a desempeñar o cumplir ceremonias religiosas en los altares de Apolo y Artemisa.
Se llamaba al viaje citado, theōría y a las vírgenes, teoras y mientras el navío se hallaba ausente, no podía ejecutarse en Atenas, a ningún reo condenado a muerte (por esta razón transcurrió un mes entre la condenación y la muerte de Sócrates). Su tripulación era conocida por sus opiniones vehementes, partidarias de la democracia.
En 405 a. C., el Páralo fue uno de los barcos que escaparon de la Batalla de Egospótamos con Conón, que fue enviado a informar a Atenas de la derrota y su llegada desató el pánico.
Mientras Alejandro Magno estaba en Tiro con su flota, «llegó procedente de Atenas la nave Páralo trayendo a los embajadores Diofantes y Aquiles, aunque también actuaban en calidad de tales todos sus tripulantes. Estos regresaron con su misión cumplida, ya que Alejandro devolvió a los atenienses (motivo principal de la expedición) que habían sido capturados prisioneros en Gránico».